# 索洛海豬魚
索洛海豬魚，為輻鰭魚綱鱸形目隆頭魚亞目隆頭魚科的其中一種，分布於西太平洋的菲律賓、印尼、越南海域，棲息深度10-40公尺，體長可達18公分，棲息在沿海珊瑚礁、潟湖海域，成群活動，生活習性不明。